# Rama Kasih
Rama Kasih is een bestuurslaag in het regentschap Ogan Ilir van de provincie Zuid-Sumatra, Indonesië. Rama Kasih telt 1259 inwoners (volkstelling 2010).